# Или-Балхашский бассейн
Или-Балхашский бассейн (ИББ) является одним из крупнейших озерных экосистем планеты и представляет собой уникальный природный комплекс, по площади превышающий размеры многих государств. Он занимает обширную территорию в 413 тыс. км² на Юго-востоке Казахстана и Северо-Западе Китая из них в Казахстане — 353 тыс.км². В казахстанскую часть Или-Балхашского бассейна попадает территория Алматинской области, Моинкумского, Кордайского и Шуского районов Жамбылской области, Актогайского, Шетского и Каркаралинского районов и городов Приозерск и Балхаш Карагандинской области, Урджарского, Аягозского, Абайского и Кокпектинского районов Восточно-Казахстанской области, а также северо-западная часть Синьцзян-Уйгурского автономного района Китая.
В бассейне расположен крупный мегаполис — город Алматы.

## География
Водоразделом Или-Балхашского бассейна на севере является южный склон Джунгарского Алатау, а за пределами Казахстана — по хребтам Борохоро, Еренкабырга, Нарат и Халынтау; на юге водораздел проходит по восточным отрогам хребтов Терскей и Кунгей Алатау и по Заилийскому Алатау, на западе по Чу-Илийским горам.
Или-Балхашский бассейн расположен между 42о и 47о с. ш. и между 74о и 85о в. д. Благодаря глубокому его внутриматериковому положению территория бассейна имеет более континентальный климат, чем на тех же широтах Европы. Так как расположение территории к югу от области высокого давления (зимой западный отрог Сибирского антициклона, летом — отрог Азорского максимума) определяет в значительной степени хорошую циркуляцию воздушных масс и поэтому отличается малооблачной погодой и малым количеством осадков.
Большое влияние на формирование климата оказывают мощные горные хребты Джунгарского Алатау и Тянь-Шаня. Они являются конденсаторами влаги, в них зарождаются все реки Или-Балхашского бассейна.
Территория Или-Балхашского бассейна с севера и северо-востока доступна для арктических воздушных масс. В результате вторжения которых и последующего их выхолаживания здесь устанавливаются очень низкие для этих широт температура воздуха.

## Физико-Географическое описание
В физико-географическом отношении территория Или-Балхашского бассейна неоднородна. Илийская впадина в пределах Казахстана представляет хорошо выраженную котловину, ограниченную высокими горными хребтами: с юга — Заилийским Алатау и Кетменским хребтом, с севера — Джунгарским Алатау и его отрогами. С юга в пределы впадины вклиниваются горы Богуты (абс.высота до 1800 м), с севера — горы Катутау (абс.высота до 1700 м), горы Чулак, Дегерес, Матай и другие, образующие единую цепь высотой до 2000 м. Отдельными горстами на правом берегу Или выделяются Кши-Калкан и Улькун-Калкан (наивысшая точка — 1276 м). Все эти горы весьма нарушают правильные очертания и равнинность поверхности Илийской впадины. С запада она закрыта Капчагайским горстом (плато Карой и Итджон, абс.высота до 776 м), который соединяет Чу-Илийские горы с Джунгарским Алатау.
Низовья реки Или от Капчагайского ущелья до устья реки занимают западную часть бессточной Балхашской впадины и имеют площадь более 2 млн.га.
Границей низовьев служат: на северо-востоке — песчаная пустыня Сарыесик-Атырау, на юго-востоке горы Тасмурын и пески Жаманкум, на юго-западе — пески Таукумы, на северо-западе и северо-востоке — акватория озера Балхаш.
Вся территория покрыта мощным слоем четвертичных отложений, достигаемых местами более 300 м. По генетическим признакам среди четвертичных отложений выделяются аллювиальные, озерно-аллювиальные и эоловые. Выходы третичных и более древних отложений на дневную поверхность располагаются в горных районах бассейна. Здесь преобладают кристаллические породы магматического происхождения.

## Почвы и растительность
На предгорных равнинах Балхашской впадины распространены сероземы, на которых произрастают в основном ковыльно-полынная растительность.
В пустынных районах Южного Прибалхашья распространены грядовые и бугристые пески. Растительность здесь представлена травянисто-кустарниковыми ассоциациями. Наибольшее распространение имеют терескеновые и саксаулавая формации.
В прибрежной солончаковой полосе озера Балхаш преобладает сочносолянковая и карабароковая растительность.
По древним долинам рек Или и Каратала располагаются такыровидные почвы.
Луговой тип растительности приурочен к водотокам и широко распространен в долине и пойме рек. В основном это тростниковые, вейниковые луга и ивово-лоховые тугаи. Встречаются здесь и небольшие туранговые рощи.
В понижениях заливаемых водой преобладают болотные почвы, покрытые тростниковыми зарослями, особенно их много в дельте реки Или.
В распределении почвенно-растительного покрова в горных районах четко прослеживается высотная поясность и экспозиционные различия.

## Гидрография
Площадь Или-Балхашского бассейна равняется 413 тыс.км2, 85 % которой находится на территории Казахстана и 15 % — на территории Китая.
Постоянно несли свои воды в озеро Балхаш 5 рек: Или, Каратал, Аягуз, Лепсы, Аксу. С севера к озеру тяготеют реки Моинты, Токрау, Баканас, но они теряются, не доходя до озера.
Основной сток поступающий в озеро Балхаш формируется на северных склонах Тянь-Шанских гор и Джунгарского Алатау. В горных районах выделяются три типа рек: горный, предгорный и равнинный. Равнинный тип представлен в основном мелкими реками «Карасу», которые формируются на высотах от 700 до 800 м за счет выклинивания грунтовых вод.
Реки предгорного типа берут начало на высотах менее 3000 м. Это малые реки длиной до 20 км. Паводки на них наблюдаются весной от таяния снега и выпадения дождей. Существенной роли в водном балансе территории реки этих типов не играют.
Реки горного типа берут начало на высотах более 3000 м. Это более крупные и полноводные реки горных районов. Питание их смешанное, за счет таяния снежников и ледников, а также выпадения дождей. Водность их увеличивается от высокогорий к низкогорной зоне.
В предгорной равнине вода разбирается на орошение, теряется на фильтрацию и испарение.
Далее через зону пустынь и полупустынь наиболее мощные реки проходят транзитом до озера Балхаш. На этом участке наблюдаются значительные естественные потери стока в пойме, руслах и дельтах рек.
Таким образом характерной особенностью гидрографии региона является редкая речная сеть на равнинной части территории (до 0,01 км/км2) и большая густота в горных районах (от 0,6 до 3,0 км/км2).

## Ледники
В горном обрамлении Или-Балхашской впадины существует ряд бассейнов рек с ледниковым питанием. К ним относятся: бассейны левых притоков реки Или (Чарын, Чилик, Иссык, Талгар, Каскелен), расположенных на северных склонах Заилийского Алатау. Ледниковое питание также имеют реки Хоргос, Усек, Каратал, Биен, Аксу и Лепсы, стекающие со склонов Джунгарского Алатау. Ледники обычно располагаются в самых верхних частях долин рек на высоте более 3200 м. Большая часть их находится на северных склонах хребтов..
Или-Балхашский бассейн обладает довольно мощным современным оледенением, площадь которого в пределах Казахстана составляет 1884 км2, а объем льда около 70 км3. О размерах оледенения в Китайской части Или-Балхашского бассейна, достаточно достоверных сведений не имеется.
| №п\п | Бассейн                | Количество ледников | Площадь оледенения км2 | Средняя толщина льда, м |
| 1    | Левые притоки р. Или   | 307                 | 308                    | 40                      |
| 2    | река Чилик             | 249                 | 302                    | 53                      |
| 3    | р.р. Чарын, Текес      | 172                 | 145                    | 46                      |
| 4    | р.р. Хоргос, Усек      | 460                 | 274                    | 31                      |
| 5    | река Каратал           | 358                 | 254                    | 38                      |
| 6    | реки Биен, Аксу, Лепсы | 343                 | 362                    | 46                      |
|      | Итого:                 | 1884                | 1645                   | 42                      |

## Гидроэнергоресурсы
Реки в Или-Балхашском регионе, особенно в ее горной части имеют значительные запасы гидроэнергоресурсов. Общий объем потенциальных гидроэнергоресурсов в бассейнах озера Балхаш составляет 63,5 млрд кв.ч., здесь сосредоточено почти 40 % всех гидроэнергоресурсов Казахстана..
Общий объем гидроэнергетических ресурсов реки Или составляет 7008 млн.квт.ч, что равняется 18,2 % потенциала всех рек ее бассейна, а именно 35,5 млрд.квт.ч. Наиболее энергонасыщенным является верхний участок реки Или от границы с Китаем на расстоянии 500 км.
Река Чилик является второй рекой в бассейне реки Или по величине потенциальных гидроэнергоресурсов и оценивается в размере 4126 млн.квт.ч. Следующей является река Чарын, гидроэнергоресурсы которой равны 3697 млн.квт.ч. и уступает только Или и Чилику.
Из рек Джунгарского Алатау самой мощной является река Коксу, энергоресурсы которой составляют 4965 млн.квт.ч. Река Коксу является самой энергонасыщенной в Или-Балхашском бассейне, на 1 км длины реки приходится 31,9 млн.квт.ч., что в 2-3 раза больше чем на реках Или, Чилик и Чарын.
Потенциальные гидроэнергоресурсы реки Лепсы составляют 1567 млн квт.ч., реки Усек — 641 млн квт.ч., реки Текес — 632 млн квт.ч., реки Аксу — 402 млн квт.ч.
Представляет определенный интерес оценка технических гидроэнергоресурсов, это та часть гидроэнергии, которую технически возможно использовать. По оценке института энергетики коэффициент использования гидроэнергопотенциала для реки Или составляют 0,25, реки Чилик — 0,34, реки Чарын — 0,57, реки Лепсы — 0,71, реки Коксу — 0,59, реки Текес — 0,66, реки Усек — 0,64 и реки Аксу — 0,46.

## Изученность стока рек
Сток рек в Или-Балхашском бассейне стал изучаться еще в дореволюционное время. Отделом земельных улучшений Среднеазиатского Переселенческого Управления в 1908 году был открыт гидрологический пост на реке Малая Алмаатинка, в 1909 году на реке Каскелен, в 1911 году открывается пост на реке Или у поселка Илийское, затем в 1913 году на реках Каратал и Усек и еще несколько постов открывается в 1915 году.
Все эти пункты наблюдений за стоком часто переносились и закрывались, имеются перерывы в наблюдениях.
Началом интенсивного развития станционной гидрометрической сети послужило организация в 30-х годах единой гидрометеорологической службы. Также, наблюдения за стоком рек стали вести и другие ведомства, в частности Министерством водного хозяйства.
Наиболее качественными и регулярными материалами являлись наблюдения, проводимые на постах УГМС Каз. ССР.
В общей сложности в Или-Балхашском бассейне по линии Гидрометеослужбы насчитывалось около 110 постов (действующих и закрытых).

## Хозяйственная деятельность
Одним из активных водопользователей в Или-Балхашском бассейне является орошаемое земледелие. Оно существовало здесь в дореволюционный период, так в 1915 году площадь орошаемых земель составляла 290 тыс.га. В годы гражданской войны в связи с общим спадом промышленности и сельскохозяйственного производства произошло сокращение орошаемых площадей на 40-50 %. С 1927 года после установления Советской власти в Казахстане, начался неуклонный рост орошаемых площадей. Особенно интенсивного развития он достиг в послевоенный период. В начале 90-х годов общая площадь орошаемых земель уже составляла 580 тыс.га.
На орошаемых землях Или-Балхашского бассейна возделываются, главным образом, зерновые, кормовые, овоще-бахчевые, технические культуры (сахарная свекла, табак и др.) и многолетние насаждения фруктовых деревьев.
Орошаемые массивы расположены в предгорной зоне в бассейнах левобережных притоков реки Или: Чилик, Тургень, Иссык, Талгар и Каскелен. Здесь в 1986 году был построен Большой Алматинский канал (БАК) протяженностью 150 км, который протянулся от Бартогайского водохранилища (на реке Чилик) до с. Чемолган. На базе этого канала планировалось, дополнительно оросить более 100 тыс.га земель, расположенных в засушливой предгорной равнине Заилийского Алатау. После развала Советского союза в течение 20 лет канал был без воды, а с мая 2020 года, после реконструкции, БАК снова наполнился водой.
Для развития орошения и выработки электроэнергии в низовье реки Или в 1970 году была построена Капчагайская ГЭС и водохранилище многолетнего регулирования с проектной отметкой НПУ 485 м БС, площадью зеркала — 1847 км2, в настоящее время Капчагайское водохранилище из-за нехватки воды не может достигнуть проектной отметки.
С 1967 года началось освоение Акдалинского массива орошения в низовье реки Или, где под рисовым севооборотом занято 60 % площадей.
На правом берегу Капчагайского водохранилища интенсивно осваивается Шенгельдинский массив орошения, занятый овоще-бахчевыми культурами.
В бассейнах мелких рек построено множество небольших по размеру прудов и водохранилищ, воды которых используются для местного орошения, рыбоводства, водоснабжения населенных пунктов и промышленных предприятий.
Очень развито лиманное орошение пастбищных угодий особенно в дельте реки Или и многих других рек.
Активная хозяйственная деятельность в Или-Балхашском бассейне по использованию ее водных ресурсов повлекла за собой существенные изменения отдельных компонентов природного комплекса, в частности гидрологического режима рек и озера Балхаш.